# Kim Min-jae (acteur)
Dans ce nom coréen, le nom de famille, Kim, précède le nom personnel.
Pour les articles homonymes, voir Kim Min-jae et Kim.
Kim Min-jae (en hangul : 김민재), également connu sous le nom de Real.be, est un acteur et rappeur sud-coréen. Il est connu pour avoir joué dans les séries télévisées Guardian: The Lonely and Great God, Dr. Romantic, Do You Like Brahms? (en) et Dali & Cocky Prince. Il a également participé au concours de rap Show Me the Money 4 en 2015.

## Biographie

### Enfance et éducation
Kim étudie la composition musicale et le piano dans une académie de musique au collège. Il auditionne pour intégrer CJ E&M (en) afin de devenir une idole pendant quatre ans dès sa première année de lycée, à la School of Performing Arts Seoul (en)(SOPA).
Depuis mars 2016, Kim fréquente l'Université Chung-Ang.

### Carrière

#### 2014-2015: début etShow Me the Money 4
Dès 2014, Kim est introduit sur les scènes musicales des artistes de CJ E&M en tant que rappeur. La même année, Kim fait ses débuts en tant qu'acteur dans la série coréenne Forever Young (en).
En 2015, alors qu'il s'entraîne pour devenir une idole, il est choisi pour jouer dans la série coréenne Perseverance Goo Hae-ra de Mnet,. En juin de la même année, Kim participe au concours de rap Show Me the Money 4,.
Kim est ensuite choisi pour des seconds rôles dans les séries coréennes comme Second 20s et My First Time,.
Il est également présent sur les singles Our Feeling pour la bande-originale de la série coréenne My First Time (en) avec Park So-dam et Lee Yi-kyung, et Star pour la bande-originale de la série coréenne Second 20s (en) avec la chanteuse Solar du groupe de K-pop Mamamoo,.
Le 21 novembre 2015, Kim co-anime le programme musical Show! Music Core aux côtés de l'actrice Kim Sae-ron. Il quitte le programme en septembre 2016.

#### 2016-présent: popularité croissante
En 2016, Kim joue dans la série My Little Baby (en) de Munhwa Broadcasting Corporation (MBC) ainsi que la série médicale Dr. Romantic  pour laquelle il reçoit le prix « New Star » pour son rôle aux SBS Drama Awards. Il fait également une apparition spéciale dans le drame fantastique à succès de tvN Guardian: The Lonely and Great God , qui lui a valu une reconnaissance accrue.
En 2017, il joue dans la série Hit the Top de KBS2. La même année, il est choisi pour le film Love+Sling (en) qui a marqué ses débuts sur grand écran.
En 2018, Kim est choisi pour jouer un riche playboy dans le thriller romantique Tempted (en) de MBC.
En 2019, Kim obtient son premier rôle principal dans le drame historique Flower Crew: Joseon Marriage Agency (en). En juin de la même année, l'acteur signe avec une nouvelle agence : YamYam Entertainment.
En 2020, il reprend son rôle de Park Eun-tak dans la saison 2 de Dr. Romantic. La même année, il joue dans le Kdrama Do You Like Brahms? où il interprète Park Joon-young, un pianiste de renommée mondiale. Rôle pour lequel il apprend plusieurs morceaux de piano et qui lui vaut le prix d'excellence dans la catégorie « acteur dans une mini-série fantastique/drame romantique » aux SBS Drama Awards 2020,.
En 2021, Kim participe à l'écriture des paroles de la chanson I'm Jealous sur le deuxième mini-album Full Bloom de sa collègue de label Punch (en). Plus tard cette année-là, Kim joue dans la série coréenne Dali & Cocky Prince où il joue le rôle de Jin Moo-hak, un jeune homme riche, peu éduqué et sans formation mais doué en affaire,. Pour ce rôle, il reçoit le prix d'excellence dans la catégorie « acteur dans une mini-série » aux KBS Drama Awards 2021.
En 2022, Kim joue Yoo Se-poong dans le drame médical historique Poong, the Joseon Psychiatrist (en).
En septembre 2023, Kim Min-jae annonce qu'il est appelé pour faire son service militaire le 18 septembre.

## Filmographie

### Films
- 2018 : Love+Sling (en) : Sung-woong[15]
- 2018 : Fengshui (film) : Prince héritier Hyomyeong[27]
- 2018 : Swing Kids : voix de Ro Ki-Jin[28]

### Séries télévisées
- 2014 : Forever Young (en) : Kay[4]
- 2014 : I Need Romance 3 : Stagiaire idole
- 2015 : Persevere, Goo Hae-ra : Sa Gi-joon
- 2015 : The Producers : Lui-même[29]
- 2015 : Second 20s (en) : Kim Min-soo
- 2015 : My First Time (en) : Seo Ji-an[9]
- 2016 : My Little Baby (en) : Yoon Min[13]
- 2016–2020 : Dr. Romantic : Parc Eun-tak[5]
- 2016 : Goblin : Wang Yeo
- 2017 : Hit the Top : Lee Ji-hoon
- 2018 : Tempted (en) Lee Se-joo[30]
- 2018 : Mr. Sunshine : Do-mi adulte[31]
- 2019 : Flower Crew: Joseon Marriage Agency (en) : Ma Hoon[32]
- 2020 : Do You Like Brahms? (en) : Park Joon Young[18]
- 2021 : Dali & Cocky Prince : Jin Moo-hak[22]
- 2022 : Poong, the Joseon Psychiatrist (en) : Yoo Sepoong

### Émission de télévision
- 2015 : Show Me the Money 4 : participant[6]
- 2015 : Mari and I : Membre de l'équipe[33]
- 2016 : Celebrity Bromance (Saison 1) : Membre de l'équipe[34]

### Invité
- 21 novembre 2015 – 24 septembre 2016 : Show! Music Core[12]

## Discographie

### Singles
| Titre                                                         | Année | Album               | Réf.   |
| ------------------------------------------------------------- | ----- | ------------------- | ------ |
| Star (avec Solar)                                             | 2015  | Second 20s OST      |        |
| Our Feeling (Avec Lee Yoon Chan, Park So-dam et Lee Yi-kyung) | 2015  | My First Time OST   |        |
| Dream (avec Younha)                                           | 2017  | Hit the Top OST     | [ 35 ] |
| That's The Way It Goes                                        | 2018  | Prison Playbook OST | [ 36 ] |
| I'm Jealous (avec Punch (en))                                 | 2021  | Full Bloom          | [ 21 ] |

### Crédits d'auteur
| Année | Album            | Titre       | Paroles | Paroles              |
| Année | Album            | Titre       | Credité | Avec                 |
| ----- | ---------------- | ----------- | ------- | -------------------- |
| 2015  | Twenty Again OST | Star        | Oui     | Cosmic Sound, Cosmos |
| 2017  | Hit the Top OST  | Dream       | Oui     | Ji Hoon              |
| 2021  | Full Bloom       | I'm Jealous | Oui     | Punch (en)           |

## Récompenses et nominations
| Cérémonie            | Année | Catégorie                                                                | Nomination / Rôle                                   | Résultat   | Réf.   |
| -------------------- | ----- | ------------------------------------------------------------------------ | --------------------------------------------------- | ---------- | ------ |
| APAN Star Awards     | 2018  | « Meilleur nouvel acteur »                                               | Tempted (en)                                        | Nomination | [ 37 ] |
| APAN Star Awards     | 2021  | Prix d'excellence, « Acteur dans une mini-série »                        | Do You Like Brahms? (en)                            | Nomination | [ 38 ] |
| Asia Artist Awards   | 2020  | « Popularity Award (Actor) »                                             | Kim Min-jae                                         | Nomination |        |
| Baeksang Arts Awards | 2017  | « Meilleur nouvel acteur - Télévision »                                  | Dr. Romantic                                        | Nomination | [ 39 ] |
| MBC Drama Awards     | 2018  | « Meilleur Nouvel Acteur »                                               | Tempted                                             | Nomination |        |
| KBS Drama Awards     | 2021  | Prix d'excellence, « Acteur dans une mini-série »                        | Dali & Cocky Prince                                 | Lauréat    | [ 24 ] |
| KBS Drama Awards     | 2021  | « Prix du meilleur couple »                                              | Kim Min-jae avec Park Gyu-young Dali & Cocky Prince | Lauréat    | [ 40 ] |
| SBS Drama Awards     | 2016  | New Star Award                                                           | Dr. Romantic                                        | Lauréat    | [ 41 ] |
| SBS Drama Awards     | 2020  | Prix d'excellence, « Acteur dans une mini-série Fantastique/Romantique » | Do You Like Brahms?                                 | Lauréat    | [ 20 ] |
| SBS Drama Awards     | 2020  | « Prix du meilleur couple »                                              | Kim Min-jae avec Park Eun-bin Do You Like Brahms?   | Lauréat    | [ 42 ] |
| Soompi Awards        | 2019  | « Meilleur Second Rôle »                                                 | Tempted                                             | Nomination |        |
| The Seoul Awards     | 2017  | « Meilleur Nouvel Acteur (Drame) »                                       | Hit the Top                                         | Nomination | [ 43 ] |